# Nate Smith (Sänger)

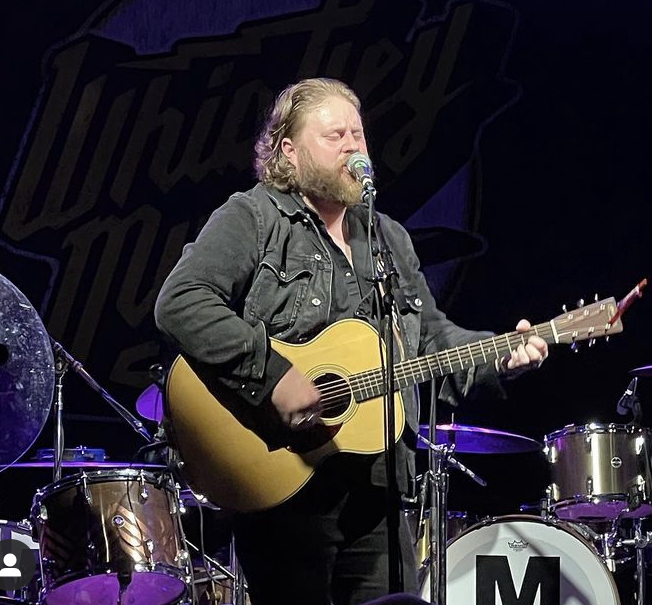
Nate Smith (2022)

Nate Smith (* 19. September 1985 in Paradise, Kalifornien) ist ein US-amerikanischer Country-Sänger.

## Werdegang
Smith wuchs in einer Kleinstadt nördlich der kalifornischen Hauptstadt Sacramento auf und wurde durch den Jugendleiter seiner Kirchengemeinde dazu inspiriert, Musik aufzuführen. Im Alter von 23 Jahren zog Smith nach Nashville und unterschrieb einen Vertrag bei Word Records. Er spielte zahlreiche Konzerte im Vorprogramm von Künstlern wie Brett Eldredge, Eli Young Band oder X Ambassadors. Im Jahre 2018 kehrte er in seine Heimatstadt zurück, bevor sein Haus während des Camp Fire niederbrannte. Die Tragödie inspirierte ihn dazu, das Lied One of These Days zu schreiben. Smith kehrte nach Nashville zurück und schaffte mit dem Lied Wildfire den Durchbruch, nachdem das Lied auf der Plattform TikTok über drei Millionen Mal abgerufen wurde. Im November 2021 wurde Smith von Sony Music unter Vertrag genommen. Am 27. Juni 2022 wurde die Single Whiskey on You veröffentlicht, die sowohl in den USA als auch in Kanada mit Doppelplatin ausgezeichnet wurde.
Sein selbst betiteltes, von Lindsay Rimes und Joel Bruyere produziertes Debütalbum erschien am 28. April 2023 und erreichte Platz 30 der US-amerikanischen Albumcharts. Die „Deluxe Edition“ enthält eine Coverversion des Liedes Chasing Cars, im Original von Snow Patrol. Am 5. April 2024 erschien die EP Through the Smoke. Neben einem Gastauftritt des Country-Duos The War and Treaty enthält die EP eine Coverversion des Nirvana-Liedes Heart-Shaped Box. Bei den Academy of Country Music Awards 2024 wurde Nate Smith als bester neuer männlicher Künstler ausgezeichnet. Bei der Preisverleihung spielte Smith zusammen mit Avril Lavigne die Single Bulletproof. Am 4. Oktober 2024 veröffentlichte Nate Smith sein zweites Studioalbum California Gold.

## Stil
Das Onlinemagazin Allmusic klassifiziert Nate Smiths Musik als Alternative Country, Alternative Rock und Americana. Soda Canter vom Onlinemagazin Holler beschrieb Smiths Debütalbum als ein von Blues, Pop und Rock durchtränktes Country-Album.

## Diskografie

### Studioalben
| Jahr | Titel Musiklabel               | Höchstplatzierung, Gesamtwochen, AuszeichnungChartplatzierungen (Jahr, Titel, Musiklabel, Platzierungen, Wochen, Auszeichnungen, Anmerkungen) | Höchstplatzierung, Gesamtwochen, AuszeichnungChartplatzierungen (Jahr, Titel, Musiklabel, Platzierungen, Wochen, Auszeichnungen, Anmerkungen) | Anmerkungen                                              |
| Jahr | Titel Musiklabel               | US | Country | Anmerkungen                                              |
| ---- | ------------------------------ | --- | --- | -------------------------------------------------------- |
| 2023 | Nate Smith Arista Records      | US30 Gold · (… Wo.)US | Country6 (55 Wo.)Country | Erstveröffentlichung: 28. April 2023 Verkäufe: + 590.000 |
| 2024 | California Gold Arista Records | US65 (… Wo.)US | Country12 (7 Wo.)Country | Erstveröffentlichung: 4. Oktober 2024                    |

### EPs
| Jahr | Titel Musiklabel             | Höchstplatzierung, Gesamtwochen, AuszeichnungChartsChartplatzierungen (Jahr, Titel, Musiklabel, Platzierungen, Wochen, Auszeichnungen, Anmerkungen) | Anmerkungen                         |
| Jahr | Titel Musiklabel             | Country | Anmerkungen                         |
| ---- | ---------------------------- | --- | ----------------------------------- |
| 2020 | Reckless Selbstverlag        | — | Erstveröffentlichung: 8. Mai 2020   |
| 2024 | Through the Smoke Sony Music | Country34 (12 Wo.)Country | Erstveröffentlichung: 5. April 2024 |

### Singles
| Jahr | Titel Album                                     | Höchstplatzierung, Gesamtwochen, AuszeichnungChartplatzierungen (Jahr, Titel, Album, Platzierungen, Wochen, Auszeichnungen, Anmerkungen) | Höchstplatzierung, Gesamtwochen, AuszeichnungChartplatzierungen (Jahr, Titel, Album, Platzierungen, Wochen, Auszeichnungen, Anmerkungen) | Anmerkungen                                                                              |
| Jahr | Titel Album                                     | US | Country | Anmerkungen                                                                              |
| --- | ----------------------------------------------- | --- | --- | ---------------------------------------------------------------------------------------- |
| 2022 | Whiskey on You Nate Smith                       | US43 ×3Dreifachplatin · (… Wo.)US | Country11 (… Wo.)Country | Erstveröffentlichung: 27. Juni 2022 Verkäufe: + 3.160.000                                |
| 2023 | World on Fire Nate Smith                        | US21 Platin · (… Wo.)US | Country6 (… Wo.)Country | Erstveröffentlichung: 5. Juni 2023 Verkäufe: + 1.080.000                                 |
| 2024 | Bulletproof Through the Smoke                   | US37 Platin · (20 Wo.)US | Country10 (… Wo.)Country | Erstveröffentlichung: 9. Februar 2024 Verkäufe: + 1.080.000; solo bzw. mit Avril Lavigne |
| 2024 | Fix What You Didn’t Break California Gold       | US52 (… Wo.)US | Country14 (… Wo.)Country | Erstveröffentlichung: 23. August 2024                                                    |
| 2024 | Can You Die from a Broken Heart California Gold | — | Country29 (4 Wo.)Country | Erstveröffentlichung: 30. September 2024 feat. Avril Lavigne                             |
| 2025 | Nobody Likes Your Girlfriend –                  | — | Country29 (8 Wo.)Country | Erstveröffentlichung: 21. Februar 2025 feat. Hardy                                       |
| Folgende Lieder erschienen nicht als Single, wurden aber durch das Album zum Download und Streaming bereitgestellt und konnten somit eine Platzierung erlangen: |                                                 | | |                                                                                          |
| |                                                 | | |                                                                                          |
| 2020 | Under My Skin Nate Smith                        | US— GoldUS | — | Erstveröffentlichung: 16. Oktober 2020 Verkäufe: + 500.000                               |
| 2021 | I Don’t Wanna Go to Heaven Nate Smith           | — | — | Erstveröffentlichung: 19. November 2021 Verkäufe: + 40.000                               |
| 2022 | Wreckage Nate Smith                             | US69 Platin · (… Wo.)US | Country20 (… Wo.)Country | Erstveröffentlichung: 18. November 2022 Verkäufe: + 1.000.000                            |

## Auszeichnungen

### Musikverkäufe
| Goldene Schallplatte - Kanada - 2023: für die Single I Don’t Wanna Go to Heaven - 2025: für das Lied Wish I Never Felt - Norwegen - 2025: für das Album Nate Smith Platin-Schallplatte - Kanada - 2024: für die Single World on Fire - 2024: für das Album Nate Smith - 2025: für die Single Bulletproof | 2× Platin-Schallplatte - Kanada - 2023: für die Single Whiskey on You |

Anmerkung: Auszeichnungen in Ländern aus den Charttabellen bzw. Chartboxen sind in ebendiesen zu finden.
| Land/RegionAuszeichnungen für Musikverkäufe (Land/Region, Auszeichnungen, Verkäufe, Quellen) | Gold     | Platin       | Verkäufe  | Quellen         |
| -------------------------------------------------------------------------------------------- | -------- | ------------ | --------- | --------------- |
| Kanada (MC)                                                                                  | 2× Gold2 | 5× Platin5   | 480.000   | musiccanada.com |
| Norwegen (IFPI)                                                                              | Gold1    | —            | 10.000    | ifpi.no         |
| Vereinigte Staaten (RIAA)                                                                    | 3× Gold3 | 5× Platin5   | 6.500.000 | riaa.com        |
| Insgesamt                                                                                    | 6× Gold6 | 10× Platin10 |           |                 |

### Musikpreise
| Jahr | Kategorie                   | für        | Resultat |
| ---- | --------------------------- | ---------- | -------- |
| 2024 | New Male Artist of the Year | Nate Smith | Gewonnen |

| Jahr | Kategorie              | für        | Resultat  |
| ---- | ---------------------- | ---------- | --------- |
| 2024 | New Artist of the Year | Nate Smith | Nominiert |

| Jahr | Kategorie                | für           | Resultat   |
| ---- | ------------------------ | ------------- | ---------- |
| 2025 | Country Song of the Year | World on Fire | Ausstehend |

| Jahr | Kategorie                   | für         | Resultat  |
| ---- | --------------------------- | ----------- | --------- |
| 2024 | The New Artist of 2024      | Nate Smith  | Nominiert |
| 2024 | The Male Song of 2024       | Bulletproof | Nominiert |
| 2024 | The New Artist Song of 2024 | Bulletproof | Nominiert |